# Linea di confine (programma televisivo)
Linea di confine è stato un programma televisivo italiano di genere talk show, rotocalco e investigativo, in onda in seconda serata su Rai 2 dal 19 febbraio al 2 luglio 2025.
Il programma è stato cancellato a causa dei bassi ascolti.

## Il programma
Il programma è un talk show di approfondimento che racconta pagine di cronaca, casi giudiziari del passato, grandi protagonisti della storia italiana, cercando risposte alle domande rimaste ancora oggi inevase.

## Edizioni
| Edizione | Anno | Conduzione          | Periodo          | Periodo       | Puntate | Regia        | Studio                                                |
| Edizione | Anno | Conduzione          | Inizio           | Fine          | Puntate | Regia        | Studio                                                |
| -------- | ---- | ------------------- | ---------------- | ------------- | ------- | ------------ | ----------------------------------------------------- |
| 1ª       | 2025 | Antonino Monteleone | 19 febbraio 2025 | 2 luglio 2025 | 19      | Flavia Unfer | Studio 6 degli studi televisivi Fabrizio Frizzi, Roma |

## Programmazione
| Edizione | Rete televisiva | Anno | Stagione       | Orario      | Durata  | Programmazione | Programmazione | Programmazione | Programmazione | Programmazione | Programmazione | Programmazione | Collocazione   |
| Edizione | Rete televisiva | Anno | Stagione       | Orario      | Durata  | L              | M              | M              | G              | V              | S              | D              | Collocazione   |
| -------- | --------------- | ---- | -------------- | ----------- | ------- | -------------- | -------------- | -------------- | -------------- | -------------- | -------------- | -------------- | -------------- |
| 1ª       | Rai 2           | 2025 | inverno-estate | 23:20-01:20 | 120 min |                |                |                |                |                |                |                | seconda serata |